# Ашл
Ашл (ашль, танаб) - одиниця вимірювання відстані в мусульманських країнах в Середні віки. Назва походить від слова «канат», «ланцюг». В Персії в XVII столітті для позначення цієї одиниці вимірювання використовувався термін танаб .
1 ашл (танаб) = 10 касаб = 60 ліктів Хашимі = 80 канонічних ліктів = 1 / 150 фарсаха = 39,9 м .